# یوسوکه کاواماتا
یوسوکه کاواماتا (ژاپنی: 川股 要佑؛ زادهٔ ۱۴ دسامبر ۱۹۸۵) یک بازیکن فوتبال اهل ژاپن است.
از باشگاه‌هایی که در آن بازی کرده‌است می‌توان به باشگاه فوتبال شونان بلمار اشاره کرد.